# The Mountain (album de Haken)
Albums de Haken
Visions
(2011) Affinity
(2016)
The Moutain est le troisième album studio du groupe britannique de metal progressif Haken, sorti le 2 septembre 2013 sous le label InsideOut Music.

## Liste des titres
| 1.    | The Path              | 2:46  |
| 2.    | Atlas Stone           | 7:32  |
| 3.    | Cockroach King        | 8:14  |
| 4.    | In Memoriam           | 4:17  |
| 5.    | Because It's There    | 4:23  |
| 6.    | Falling Back to Earth | 11:50 |
| 7.    | As Death Embraces     | 3:13  |
| 8.    | Pareidolia            | 10:50 |
| 9.    | Somebody              | 9:00  |
| 62:05 |                       |       |

| Pistes bonus | Pistes bonus      | Pistes bonus | Pistes bonus | Pistes bonus | Pistes bonus | Pistes bonus | Pistes bonus | Pistes bonus | Pistes bonus |
| No           | Titre             | Durée        |              |              |              |              |              |              |              |
| ------------ | ----------------- | ------------ | ------------ | ------------ | ------------ | ------------ | ------------ | ------------ | ------------ |
| 10.          | The Path Unbeaten | 2:12         |              |              |              |              |              |              |              |
| 11.          | Nobody            | 4:53         |              |              |              |              |              |              |              |
| 69:10        |                   |              |              |              |              |              |              |              |              |